# Quzhou

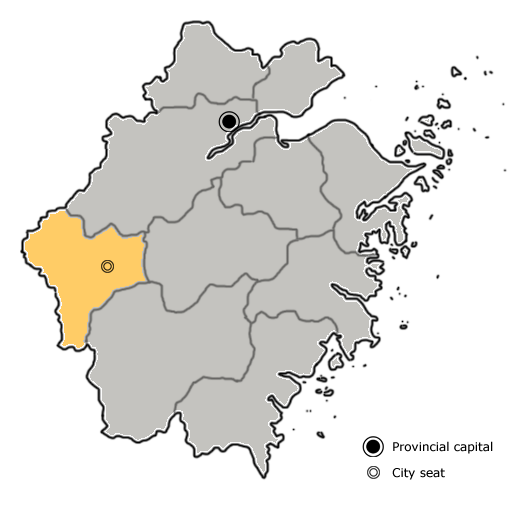
Lage Quzhous in Zhejiang

Quzhou (chinesisch 衢州市, Pinyin Qúzhōu Shì) ist eine bezirksfreie Stadt mit 2.276.184 Einwohnern (Stand: Zensus 2020) und einer Fläche 8.846 km². Sie liegt im Westen der Provinz Zhejiang in der Volksrepublik China.
Die urbane Bevölkerung von Quzhou beträgt 576.688 Einwohner (Stand: Zensus 2020).
Während des Zweiten Weltkrieges setzten japanische Truppen bakteriologische Waffen in Quzhou ein, die Pest, Typhus und andere Krankheiten in Quzhou sowie in Ningbo und Changde verbreiteten. Infolge erkrankten von 1940 bis 1948 mehr als 300 000 chinesische Zivilisten in dem Gebiet, und schätzungsweise 50 000 Menschen starben alleine in Quzhou.

## Administrative Gliederung
Auf Kreisebene setzt sich Quzhou aus zwei Stadtbezirken, einer kreisfreien Stadt und drei Kreisen zusammen. Diese sind (Stand: Zensus 2020):
- Stadtbezirk Kecheng – 柯城区 Kēchéng Qū, 607 km², 528.847 Einwohner;
- Stadtbezirk Qujiang – 衢江区 Qújiāng Qū, 1.747 km², 373.920 Einwohner;
- Stadt Jiangshan – 江山市 Jiāngshān Shì, 2.020 km², 494.412 Einwohner;
- Kreis Changshan – 常山县 Chángshān Xiàn, 1.097 km², 259.966 Einwohner;
- Kreis Kaihua – 开化县 Kāihuà Xiàn, 2.232 km², 258.810 Einwohner;
- Kreis Longyou – 龙游县 Lóngyóu Xiàn, 1.143 km², 360.229 Einwohner.

## Söhne und Töchter der Stadt
- Yu Yiting (* 2005), Schwimmerin